# Келцуна
Келцуна (рум. Călțuna) — село у повіті Бузеу в Румунії. Входить до складу комуни Смеєнь.
Село розташоване на відстані 89 км на північний схід від Бухареста, 22 км на південний схід від Бузеу, 99 км на південний захід від Галаца, 129 км на південний схід від Брашова.

## Населення
За даними перепису населення 2002 року у селі проживала 561 особа, усі — румуни. Усі жителі села рідною мовою назвали румунську.